# Eleonora Aniela Jóźwik
Eleonora Aniela Jóźwik CSFN, siostra Maria Daniela od Jezusa i Maryi Niepokalanej (ur. 25 stycznia 1895 w Poizdowie koło Kocka, zm. 1 sierpnia 1943 pod Nowogródkiem) – polska siostra zakonna ze Zgromadzenia Najświętszej Rodziny z Nazaretu, błogosławiona Kościoła katolickiego.
21 stycznia 1920 roku wstąpiła do nowicjatu w Grodnie i tam złożyła śluby zakonne i śluby wieczyste. W 1932 roku przyjechała do Nowogródka.
Nie zdobywszy wykształcenia zajmowała się sprzątaniem, praniem i pracą w kuchni.
Pierwsze represje spotkały siostrę ze strony sowieckiego okupanta zaraz po wybuchu II wojny światowej. Po wkroczeniu Niemców oddała życie za mieszkańców miasta i została rozstrzelana razem z 10 innymi siostrami zakonnymi.
Została beatyfikowana przez papieża Jana Pawła II 5 marca 2000 roku w grupie 11 męczennic z Nowogródka.

## Źródła internetowe
- S. Maria Teresa Górska CSFN Męczennice z Nowogródka
- Sisters of the Holy Family of Nazareth. phila-csfn.org. [zarchiwizowane z tego adresu (2012-02-08)]. (ang.)